# 鞍馬天狗 (1969年のテレビドラマ)
『金曜時代劇 鞍馬天狗』（きんようじだいげき くらまてんぐ）は、1969年10月17日から1970年10月2日まで、NHK総合テレビで放送されたテレビドラマである。カラー放送。放送時間は金曜日の20:00 - 21:00。

## 概要
大佛次郎の時代小説『鞍馬天狗』が原作である。高橋英樹扮する浪人が、怪盗の黒姫の吉兵衛、杉作少年らの力を借りて、勤王派と佐幕派との流血の抗争を防ごうと奔走したり、不安な世情に乗じておこなわれるさまざまな悪事に立ち向かったりして活躍する物語である。本作の企画は、大河ドラマ『三姉妹』の原作執筆が滞って疎遠となった大佛に対するNHKからの「懐柔策」だった。高橋は本作が時代劇初主演だったが、稽古を積んでいた殺陣は十分な技量を持っていた。高橋は離島の映画ロケで、連続テレビ小説に出ていた脇役俳優には島民がサインを求めたのに自分には来なかったことでテレビへの出演を考え、応諾した。
1969年の第20回NHK紅白歌合戦では、番組終盤の23時過ぎに当ドラマのキャストが登場しての応援コーナーが設けられた。

## キャスト
出典：
- 鞍馬天狗：高橋英樹
- 杉作：坂東八十助
- 黒姫の吉兵衛：露口茂
- 長次：古今亭志ん朝
- 近藤勇：瑳川哲朗
- 小野宗房：柳生博
- 土方歳三：前田昌明
- お艶：浜木綿子
- 新選組：若駒冒険グループ

## スタッフ
- 原作 - 大佛次郎[1]
- 制作 - 舘野昌夫[1]
- 美術 - 金沢譲太郎
- 技術 - 茶木勇
- 脚本 - 大津晧[1]、土橋成男[1]、大野靖子[1]、杉山義法
- 演出 - 岸田利彦[1]、浦野進[1]、篠原篤彦[1]、深町幸男、佐藤満寿哉
- 音楽 - 鏑木創[1]
- 殺陣 - 林邦史朗[1]
- タイトル画 - 佐多芳郎[1]
- 演奏 - アンサンブルフリージア
- シタール演奏 - 上原陽子
- 語り手 - 若山弦蔵

## 映像の現存状況
スチル写真は残っているものの、番組の放送用カラービデオテープは、当時の放送用の2インチVTRのテープが非常に高価だったことから、放送終了後はそのテープを消去し他の番組に使い回していた為、NHKアーカイブに本作の映像は残っていない。
2016年6月、出演者の1人である瑳川哲朗から、放送当時家庭用としては非常に高価な1/2オープンリールビデオデッキで録画された39〜41話（「江戸騒がせ」その一〜その三 1970年7月31日、8月7日、8月14日）が提供された。なお録画自体はカラーの可能性もあるが、再生機材の関係でモノクロでのデジタル化となった。
NHKではマスターテープが失われた過去の放送番組の収集を進めている。